# Stazione di Premeno
La stazione di Premeno è stata una stazione ferroviaria posta lungo la ex linea ferroviaria a scartamento ridotto Intra-Premeno chiusa il 1º aprile 1959, a servizio del comune di Premeno.